# Gmina Drenje
Gmina Drenje (chorw. Općina Drenje) – gmina w Chorwacji, w żupanii osijecko-barańskiej.

## Miejscowości i liczba mieszkańców (2011)
- Borovik - 6
- Bračevci - 209
- Bučje Gorjansko - 73
- Drenje - 583
- Kućanci Đakovački - 148
- Mandićevac - 284
- Paljevina - 183
- Podgorje Bračevačko - 70
- Potnjani - 497
- Preslatinci - 160
- Pridvorje - 198
- Slatinik Drenjski - 289